# Personnages de Person of Interest
Cet article présente les personnages de la série télévisée américaine Person of Interest.

## Les personnages principaux

### John Reese

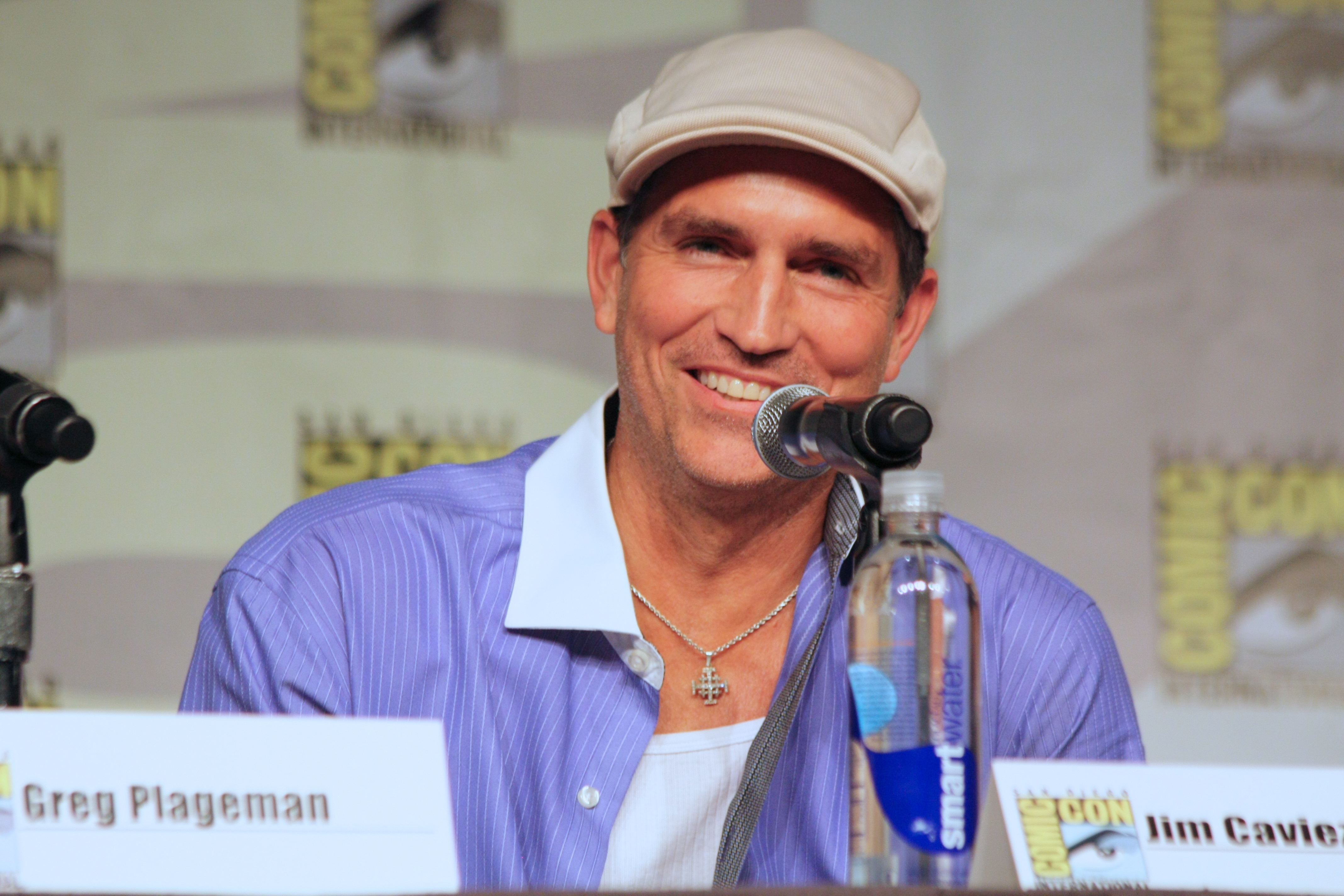
Jim Caviezel interprète John Reese.

Ancien membre des forces spéciales américaines et agent paramilitaire de la CIA présumé mort. Peu d'éléments concernant la vie de Reese sont connus, il apparaît que son nom est l'un des nombreux pseudonymes qu'il utilise. Il a perdu la femme qu'il aime, Jessica, avant de rencontrer Finch, ce qui l'a profondément marqué. Reese possède des compétences dans l'utilisation d'armes, le « combat à mains nues » (ex : close combat) et les tactiques de surveillance. Selon le FBI, qui le poursuit, c'est un sociopathe. Il en sait très peu sur Finch et se fait rabrouer quand il essaie d'en apprendre plus sur lui. Dans le final de la série, il meurt volontairement, abattu par des agents de « Samaritain », afin de protéger Harold.

### Harold Finch

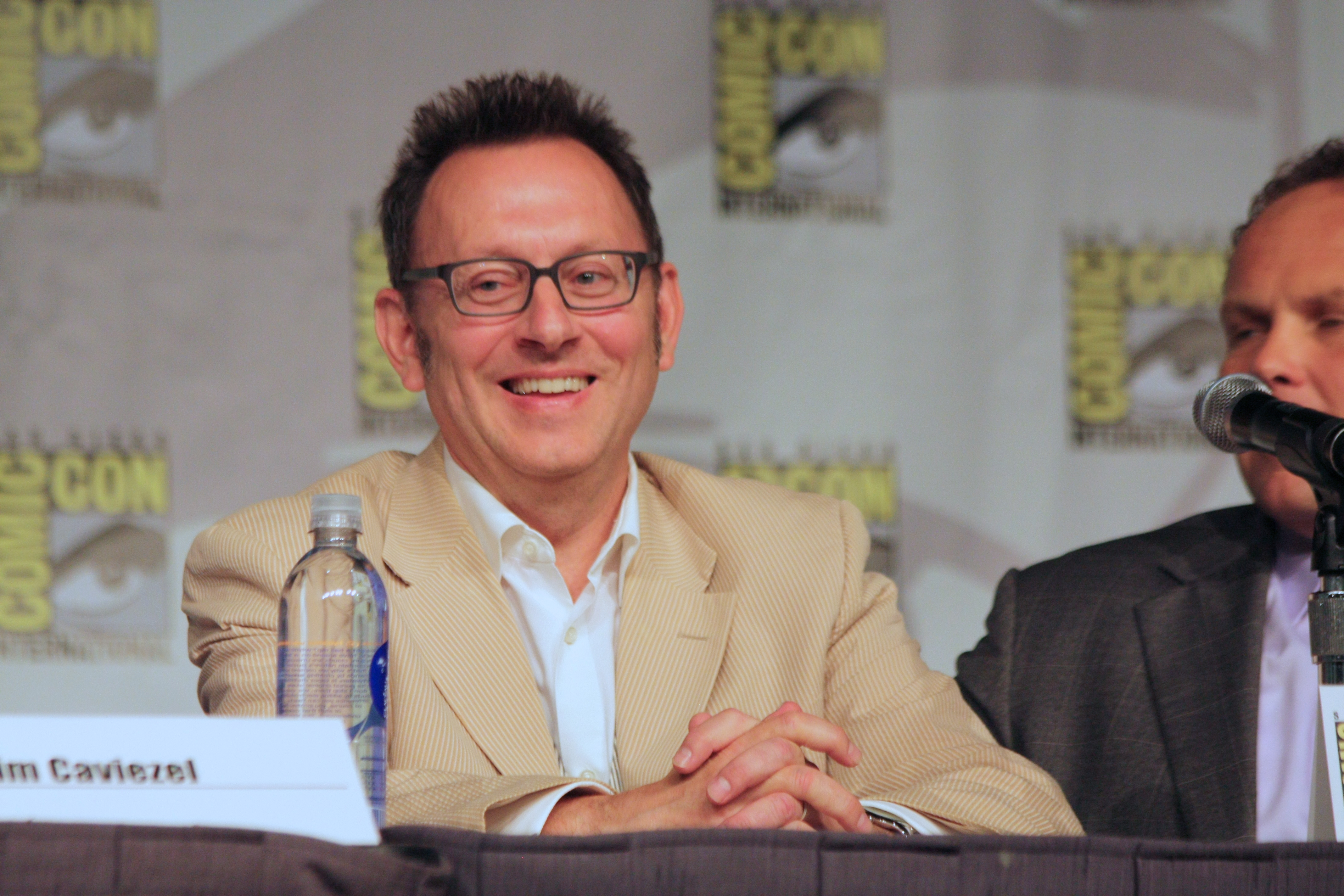
Michael Emerson interprète Harold Finch.

Reclus, génie du logiciel et milliardaire, Finch a développé une machine qui peut isoler le numéro de sécurité sociale de personnes qui préméditent des homicides ou qui en seront victimes en se basant sur des vidéos de surveillance, des enregistrements d'appels téléphoniques et des informations trouvées sur internet. Après un événement traumatisant dans sa vie qui a conduit à la mort de son associé et ami (Nathan Ingram), il recrute Reese pour l'aider à sauver (ou arrêter) les personnes que la Machine identifie. Finch vit et travaille dans une bibliothèque abandonnée. Il a aussi subi des blessures sévères qui ont laissé des séquelles, notamment une incapacité à tourner la tête, une posture rigide et une tendance à boiter. Ces dernières sont dues à l’explosion qui a coûté la vie à Nathan quand ce dernier voulait révéler l’existence de la Machine et que le gouvernement l'en a empêché.

### Jocelyn «Joss» Carter

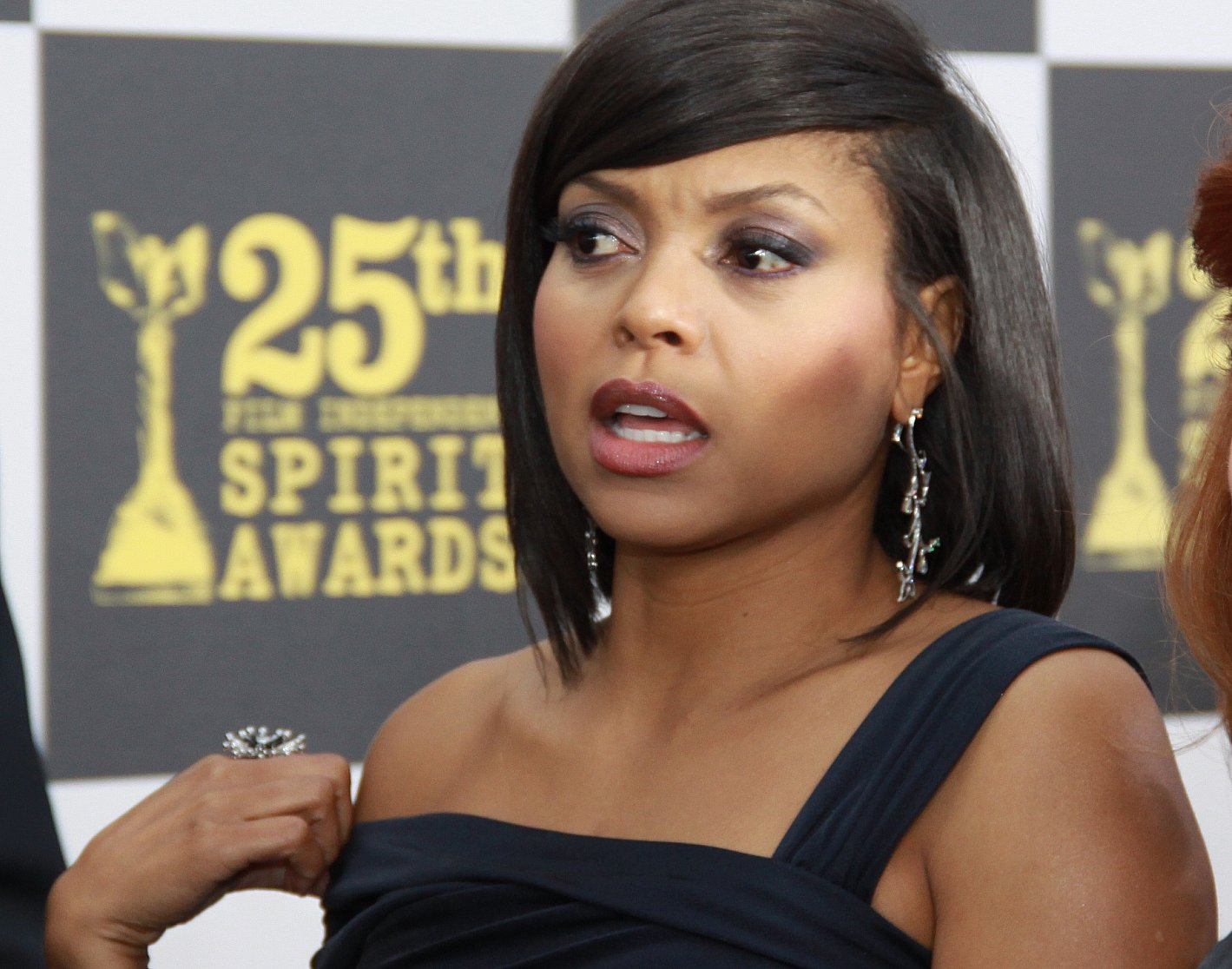
Taraji P. Henson joue le lieutenant Joss Carter.

Lieutenant de la police de New York et ancienne interrogatrice de l'armée américaine. Carter et Reese se croisent après la rencontre de celui-ci avec un groupe de jeunes hommes dans le métro de New York. Carter est tout d'abord déterminée à arrêter Reese mais finalement se rallie à lui et à Finch après que Reese lui sauve la vie. Elle n'est pas au courant de l'existence de la Machine ni du fait que Fusco travaille avec Reese et Finch. Elle finit par être au courant lors du dernier épisode de la première saison que Fusco travaille secrètement en collaboration avec eux. En raison de son enquête sur le « HR » lors de la deuxième saison, elle est rétrogradée au rang d'officier de police lors de la troisième. Après avoir arrêté le chef du « HR », embrassé Reese et avoir été promue de nouveau lieutenant, elle annonce à Finch qu'elle avait fini par comprendre l’existence de la Machine. Elle est abattue par Simmons alors qu'elle était en train de discuter avec John.

### Lionel Fusco

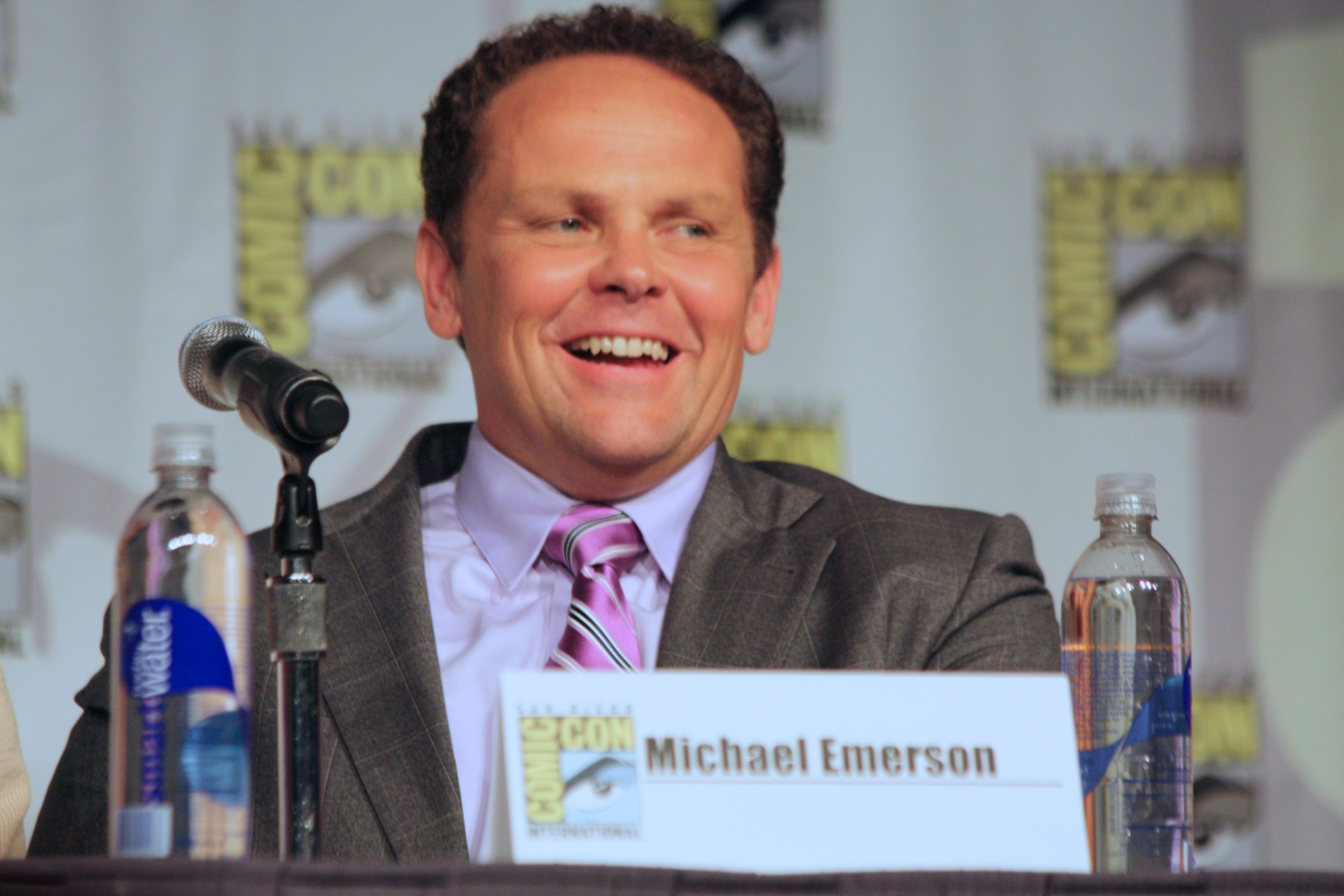
Kevin Chapman tient le rôle du lieutenant Fusco.

Lieutenant de police ripoux que Reese fait chanter afin de l'utiliser comme source au sein de la police. Finch s'arrange plus tard pour que Fusco soit transféré dans le même département que Carter afin qu'il puisse la surveiller. Au fil du temps, Fusco devient incroyablement loyal à Finch et à Reese. Il ne sait pas que Carter travaille aussi avec eux. Il finit par être au courant lors du dernier épisode de la première saison que Carter travaille secrètement en collaboration avec eux. Fusco, dans la troisième saison, arrête Simmons, l'assassin de Carter, alors qu'il aurait pu le tuer. Après avoir échappé de peu à la Correction, soit l'élimination simultanée par les agents de « Samaritain » de toute personne qui pourrait menacer le rival de la Machine, il comprend qu'Harold et Reese (dont la couverture à partir de la saison 4 est d'être le coéquipier de Fusco) lui cachent des informations capitales, et sa confiance s'érode de plus en plus, jusqu'à ce que le poste de police où lui et Reese travaillent soit attaqué. Reese comprend alors que leur seule chance de survie passe par la confiance et il lui révèle l'existence des deux intelligences artificielles.

### Samantha «Sam» Groves alias «Root»

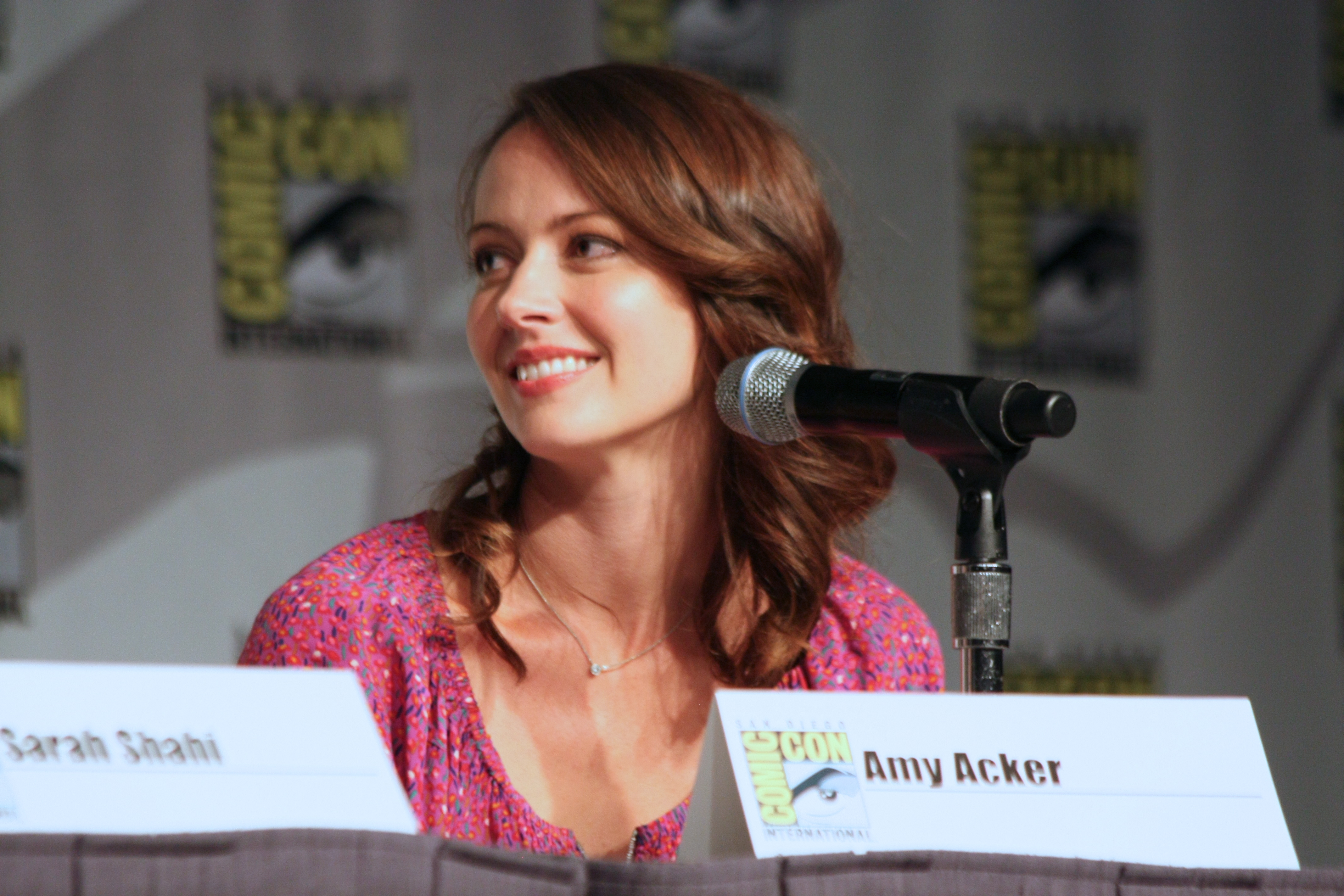
Amy Acker tient le rôle de Samantha « Sam » Groves alias « Root ».

Il s'agit sans doute de l'un des personnages qui a le plus évolué au fil des saisons. Elle fut la principale antagoniste de la série jusqu'à la fin de la deuxième saison : elle enlève notamment Finch lors du dernier épisode de la première saison. Elle réussit à gagner la confiance du conseiller spécial en travaillant avec lui tout en écoutant ses conversations téléphoniques.
Durant la fin de la deuxième saison, elle torture Shaw et veut « libérer » la Machine de l'emprise du gouvernement et se sert de Finch pour essayer d'y arriver. Elle sera finalement envoyée dans un hôpital psychiatrique par Shaw et Reese après que ces derniers ont retrouvé Finch.
Durant la troisième saison, on apprend qu'elle est capable de communiquer avec la Machine et grâce à cette dernière s'échappe de l'hôpital. C'est à partir de là qu'elle ne s'opposera plus aux actions des personnages principaux durant la troisième saison.
Par la suite elle enlève Shaw car elle a besoin d'aide pour une mission confiée par la Machine. Finalement, Shaw arrive à se libérer, et elle se fait enfermer dans la bibliothèque de Harold, sans moyen de communiquer avec la Machine.
Après cela, Finch accepte enfin son aide pour retrouver Reese avant qu'il ne succombe à ses blessures, grâce à sa connexion avec la Machine. Alors qu'elle aurait pu être libre après avoir réussi, elle décide quand même de rester enfermée. Finch la remercie mais celle-ci le prévient : quelque chose de grave se prépare.
Dans les épisodes 11 et 12 de la troisième saison, elle sauve Shaw, Finch et son ami Arthur Claypool de Contrôle mais elle est capturée et torturée par Madame (surnom de Contrôle) qui lui fait une stapédectomie sans anesthésie. Elle aura par la suite un implant cochléaire lui permettant d'avoir un lien direct pour communiquer avec la Machine.
Le 25 février 2014, Root se rend chez Daniel Casey, un homme supposé mort et ayant copié une partie du code de la Machine, pour lui dire d'aller chercher Jason Greenfield en Colombie, un hacker qui faisait partie de l’organisation « Vigilance » mais qui a voulu la quitter. Elle rassemble une équipe de hackers pour essayer de contrecarrer les plans de « Samaritain ».
À la fin de la saison 3, « Samaritain » est mis en ligne et grâce à Shaw, Root arrive à rendre aveugle « Samaritain » aux sept personnes (Harold, Root, Shaw, Reese, Jason Greenfield, Daniel Casey et Tatsuro Daizo) qui pourront un jour permettre sa destruction.
Durant la saison 4, Root change d'identité tous les 2-3 jours. Cependant, elle perd son côté joyeux et enjoué car la Machine ne peut plus lui parler directement par peur d'être repérée par « Samaritain ». Lorsque Sameen est abattue par Martine, elle est sûre que Shaw est en vie et part à sa recherche. Harold et la Machine lui disent d'arrêter ce qu'elle finira par faire. Dans l'épisode 21, elle reçoit un appel à l'aide de Shaw et elle ira jusqu'à menacer de se suicider si la Machine ne lui dit pas où Shaw est emprisonnée. Cependant elle tombe droit dans un piège de « Samaritain » qui prévoit de lui ouvrir le crâne si la Machine ne se sacrifie pas en indiquant son emplacement. Root tue Martine pour venger Shaw. La Machine se rend pour la sauver elle et Harold. À la fin de la saison 4, Root avec l'aide d'Harold, parvient à transférer la Machine dans une mallette et ainsi arrive à la sauver.
Durant la saison 5, Root est tuée accidentellement par Jeff Blackwell qui voulait, en réalité, viser Harold. La Machine utilisera donc sa voix à la suite de sa mort pour lui rendre hommage.

### Sameen Shaw

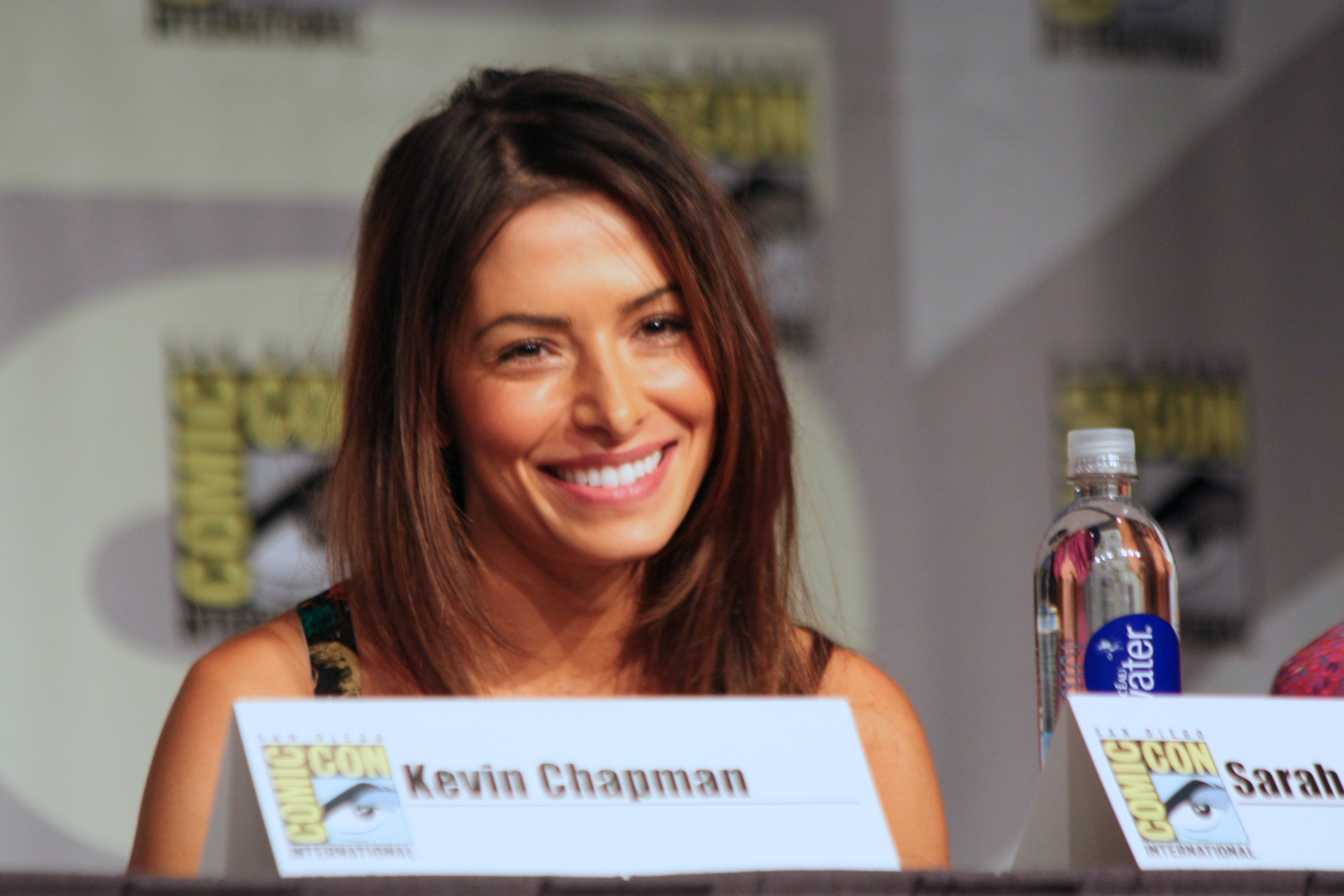
Sarah Shahi interprète Sameen Shaw.

Agent opérationnel chargée de traiter les « affaires pertinentes » pour le compte de l'Intelligence Support Activity, un service de renseignement du Pentagone. Elle ne connaît cependant pas l'existence de la Machine puisqu'elle croit que les numéros qu'on lui communique viennent de salles d’interrogatoires à Guantanamo. Elle est victime pendant l'une de ses missions d'une tentative de meurtre par ses employeurs où son coéquipier Cole meurt. Ce dernier avait en effet posé trop de questions par rapport à une ancienne affaire dont le gouvernement ne voulait pas du tout entendre parler. Reese et Finch lui viennent plusieurs fois en aide, la faisant même passer pour morte, mais Shaw refuse toujours de collaborer avec eux. Elle finit cependant par accéder avec l'aide de Balou (un chien présent aux côtés des personnages principaux depuis le début de la deuxième saison) à la bibliothèque de Finch sans l'autorisation de ce dernier et voit la photo de Root sur un mur. Comme cette dernière l'avait torturée, elle décide alors de se mettre à sa poursuite. Elle arrive à retrouver Root à la fin de la deuxième saison mais elle décide cependant de lui laisser la vie sauve. Elle se décide enfin à travailler avec Harold et John dès le début de la saison 3, essayant d'aider ces deux derniers à retrouver des personnes en danger. À la fin de l'épisode 5 de cette dernière saison, elle se fait enlever par Root qui lui demande finalement de l'aide. Par la suite, elle sauve le fils de Fusco, entretenant une bonne relation avec le père de ce dernier.
Dans l'épisode 10 de la saison 3, il est montré que Shaw a été chirurgienne et qu'elle a été licenciée par son employeur parce qu'elle manquait d'émotions, se souciant davantage de son expertise technique que de la vie de ses patients, et que son employeur a finalement conclu par déductions que Shaw a une personnalité de type sociopathe. Le fait cité est qu'à la suite d'une opération de chirurgie elle a annoncé à une famille la mort de l'un de ses membres tout en mangeant une barre de céréales.
Dans l'épisode 11 de la saison 4, Shaw se sacrifie pour toute l'équipe en allant actionner un interrupteur permettant à l’ascenseur où se trouvent John et l'équipe de démarrer et d'échapper aux hommes de « Samaritain » les encerclant. De ce fait, elle se retrouve seule face à ces agents de « Samaritain », dont Martine, et trouve une mort quasi certaine. Avant de se sacrifier, elle embrasse Root.
Dans l'épisode 13 de la saison 4, on apprend qu'elle est en fait détenue par Greer et Decima Technologies. Elle sera torturée pendant des mois et finira par tendre un piège à Root dans l'épisode 21, elle sera transférée dans une autre base de « Samaritain ».
On apprend dans l'épisode 4 de la saison 5 que Shaw a subi une multitude de simulations de la part de « Samaritain », au total 6 741.

## Les personnages récurrents

### Amis et famille de la Team Machine

#### IFT
IFT est le nom de l'ancienne entreprise de Nathan Ingram et de Harold Finch.

##### Nathan Ingram
C'est l'associé de Finch qui est mort. Nathan a joué le rôle d'intermédiaire entre le gouvernement et la société de Finch lors du développement de la Machine. Lors d'un des flashbacks, Nathan veut tenter de sauver les « personnes non pertinentes ». Finch ne veut pas que Nathan s'occupe de ça. Nathan décide alors de révéler tout sur la Machine à un journaliste. Il en a été empêché par Hersh, l'homme de main du gouvernement, qui a utilisé un numéro « pertinent » pour commettre un attentat et le tuer. C'est de là que viennent les blessures de Finch, qui se trouvait quelques mètres plus loin.

##### Will Ingram
C'est le fils de Nathan Ingram. Il se pose des questions sur la mort de son père et sur quelque chose qu'il aurait vendu au gouvernement pour 1 dollar.

#### Grace Hendricks
C'était la fiancée de Harold Finch avant que celui-ci se fasse passer pour mort pour la protéger des personnes qui convoitaient la Machine. Finch a rencontré Grace dans un parc en plein hiver, pendant qu'elle peignait. La Machine lui avait plusieurs fois indiqué sa présence, sans aucune raison, la jeune femme n'étant pas une menace. Tout laisse à croire que la Machine a voulu que Finch aille parler à Grace, après avoir analysé qu'ils pouvaient s'entendre. Dans l'épisode 21 de la saison 3, elle se fait enlever par les hommes de Decima afin que Greer puisse retrouver par son intermédiaire Finch. C'est ce qui se produit un peu plus tard quand Finch se rend à Greer en échange de Grace. Elle se verra offrir un poste dans une galerie d'art en Europe afin d'être mis autant que possible hors de portée des agents de « Samaritain ». Harold Finch se révèlera à elle à la fin de la série.

#### Jessica Arndt
Jessica est l'ancienne compagne de Reese, dont il a décidé de se séparer, pour la protéger à cause de son travail à la CIA. Son nouveau mari l'a tuée en la battant régulièrement et a fait passer sa mort pour un accident de voiture. Reese, découvrant peu après la vérité sur la mort de Jessica, rend une visite au mari de cette dernière et le tue certainement (cela n'est pas montré directement, mais le meurtre commis par Reese pour venger Jessica est considéré comme extrêmement violent par les policiers du fait de la grosse quantité de sang versée un peu partout sur la scène de crime).
Il est toutefois révélé que le mari de Jessica Arndt n'est finalement pas mort : Reese l'a en fait emmené dans une prison au Mexique. Plus tard, il y emmène également un marshall, Brad Jennings (dans l'épisode Coups de trop) qui a lui aussi frappé sa femme. Il prend ensuite l'identité de ce marshall de temps en temps afin de recueillir des informations sur des scènes de crimes.

#### Taylor Carter
C'est le fils du lieutenant Joss Carter. Il fut kidnappé par Elias dans le but que sa mère lui donne des informations sur les témoins protégés par la police, notamment le père de ce dernier. Il sera finalement sauvé par John Reese. Il est présent à l'enterrement de sa mère, tout comme son père, Paul Carter.

#### Lee Fusco
Il est le fils de Lionel Fusco. Il a rarement un rôle de premier plan dans la série et est un personnage très effacé. Dans la saison 3, il est retenu en otage par les membres du « HR » pour faire pression sur son père afin qu'il donne à Simmons la clé d'un coffre contenant des preuves compromettantes. Lee sera sauvé in extremis par Shaw qui tuera les flics véreux du « HR » qui le détenaient. Lionel éprouvera une profonde reconnaissance envers Shaw et leur relation au sein de l'équipe en sortira renforcée.

### Numéros

#### Zoe Morgan
C'est une spécialiste en gestion de crise. Finch et Reese la rencontrent la première fois en tant que personne d'intérêt, désignée par la Machine (épisode 6 de la saison 1). Elle travaille plus tard avec eux sur plusieurs affaires. Au cours de la troisième saison, on apprend qu'elle a des relations occasionnelles avec John Reese ; celles-ci ne sont que suggérées et jamais montrées lors des épisodes.

#### Leon Tao
C'est un homme qui a un don particulier pour s'attirer des ennuis, son numéro est donc sorti plusieurs fois. Il peut également aider Finch et Reese si besoin, notamment grâce à ses compétences dans le domaine financier.

#### Rick Dillinger
C'est un mercenaire qui fut le premier associé de Finch avant que ce dernier engage Reese. Violent et brutal, il n'hésite pas à tirer dans la tête de ses ennemis. Il trahit Finch en vendant l'ordinateur portable contenant une partie de la Machine à des Chinois œuvrant pour le compte de Decima. Il a été tué par Shaw travaillant à l'époque pour Contrôle avec tous les acheteurs chinois qui étaient sur place. Seul l'un d'entre eux a réussi à s'enfuir, avec l'ordinateur.

#### Harper Rose
C'est une vagabonde et une escroc qui a été recrutée par la Machine sous le pseudonyme d'Ernest Thornhill. Elle a commencé à travailler dans le même dispensaire de cannabis médical de son petit ami, Trey Wender, avec l'intention de voler leur argent de la drogue. Par la suite, elle est envoyée par la Machine afin d'infiltrer le repaire où « la Fraternité » détient Reese, Fusco et Elias. Elle trahit Dominic en aidant Fusco à s'évader. Alors qu'Harper continue à recevoir des messages d'Ernest Thornhill, elle n'est toujours pas au courant de sa véritable nature. Elle formera avec Logan Pierce (personne d'intérêt de l'épisode 14 de la saison 2) et Joey Durban (personne d'intérêt de l'épisode 3 de la saison 1) une seconde équipe qui joue le même rôle qu'Harold et Reese, mais qui opère à Washington.

#### Logan Pierce
C'est un milliardaire excentrique et le fondateur d'un site de vente en ligne. Sa vie est menacée par son avocat et son ancien associé, qu'il avait l'intention de virer, mais il est sauvé par Reese. Toutefois, il ne se préoccupe guère de sa sécurité, mais il est suffisamment malin pour voir venir les tentatives de meurtres et déduire les rôles réels de Reese et de Finch. Dans la dernière saison, il est recruté par la Machine pour aider Reese et Shaw à stopper un attentat contre le président des États-Unis et former avec Joey Durben et Harper Rose une équipe semblable à celle de Reese, Shaw et Harold, qui travaille à Washington.

#### Joey Durben
Il s'agit d'un ancien militaire, qui participe à des braquages avec d'ancien coéquipiers, dont son ancien sergent. Il sera sauvé par Reese alors que son sergent élimine ses complices. Dans la dernière, saison, il sauve Reese et Shaw de terroristes domestiques, qui tentaient de commettre un attentat contre le président des États-Unis. Après le sauvetage, il révèle avoir été recruté par La Machine pour former, avec Logan Pierce et Harper Rose, une équipe similaire à celle formée par Reese, Shaw et Harold, qui opère à Washington.

#### Ernest Thornhill
Ernest Thornhill est censé être le PDG de la société de saisie de données Thornhill Corporation. En réalité, Ernest Thornhill est une fausse identité humaine créée par la Machine pour garder les « souvenirs » qu'elle est obligée de supprimer à la fin de chaque nuit mais aussi pour se protéger et mettre en œuvre des actions dans le monde physique.

#### Alistair Wesley
C'est un ancien agent du MI6 qui a tenté de forcer une chirurgienne à tuer un patient durant l'une de ses opérations en prenant sa femme en otage. John parviendra à mettre l'équipe de Wesley hors d'état de nuire mais ce dernier parvient à s'enfuir avant qu'il ne l'attrape.

### Le crime organisé

#### Carl Elias
Pour les articles homonymes, voir Elias.
C'est un parrain du crime déterminé à ressusciter les familles de criminels de New York et éliminer la mafia russe avec l'aide des policiers ripoux. Il rencontre Reese pour la première fois en se faisant passer pour un professeur d'Histoire menacé à Brighton Beach. Reese et Finch parviennent à l'envoyer à la prison de Rikers Island.
Elias s'est fait passer pour professeur d'Histoire pendant trois ans pour s'informer et se renseigner sur ses ennemis et leurs caractères indirectement par l'intermédiaire de leurs enfants.
Lorsque Reese est à son tour envoyé en prison durant la deuxième saison, Elias l'aide en envoyant à Finch une photo d'un autre détenu, Hersh, un homme de main du conseiller spécial ayant connaissance de la Machine. À la fin de cette même saison, Carter le sauve en tuant des hommes du « HR » qui voulaient l'assassiner. Il vit désormais sous protection de Carter dans un sous-sol abandonné.
Lorsque celle-ci est tuée, il se venge en faisant assassiner son meurtrier Simmons par son bras droit Scarface.
Elias, enfant, a vécu dans un foyer pour garçon, même s'il est devenu un parrain du crime à sa sortie, cette expérience lui a donné des valeurs très fortes de loyauté et d'amitié profonde. Il porte une très grande estime à Harold et ses partenaires, qui lui ont sauvé la vie. Il en porte une d'autant plus grande à ses associés, notamment à Anthony qui est à chaque instant avec lui. La mort de ce dernier provoquera une vive émotion chez Elias qui déclarera la guerre à « la Fraternité ». À la fin de la saison 4, on pense qu'il s'est entre-tué avec Dominic, mais en réalité, il est bel et bien vivant mais reste caché pour se protéger de « Samaritain ».
Elias meurt alors qu'il essayait de protéger Harold des agents de « Samaritain » dans l'épisode 10 de la saison 5.

#### Gianni Moretti
Le père d'Elias, ancien gangster et criminel aujourd'hui inactif. Il a été plusieurs fois la cible d'attaques de la part d'Elias, car il refuse de le reconnaître comme son fils légitime. Il est finalement tué avec son fils légitime Gianni Moretti, Jr. dans l'explosion de sa voiture, commanditée par Elias.

#### Anthony S. Marconi alias «Scarface»
Enfant, il a égorgé son père pendant que ce dernier tabassait sa mère. Pendant sa mise en centre de redressement, celui-ci se liera très rapidement d'amitié avec Elias.
Homme de main d'Elias, il travaille toujours pour lui quand ce dernier est en prison ou encore sous protection de Carter. C'est lui qui est chargé de tuer Simmons sous l'ordre d'Elias. Doté d'une loyauté extrême, il est prêt à donner sa vie pour sauver celle de son patron. Ce fait est vérifié dans la quatrième saison lorsqu'il est retenu prisonnier par « la Fraternité », il demande à Elias de donner le code du coffre à ses ravisseurs qui est en fait une bombe.

#### Bruce Moran
Il gère les comptes d'Elias et lui est aussi un ami très cher. Il sera tué par les agents de « Samaritain ».

#### Peter Yogorov
Il est le chef de la mafia russe (à New York). Au départ, son père gérait l'entreprise mais Elias l'a fait tuer, de ce fait Elias et Yogorov sont ennemis. Son frère, Laszlo Yogorov est incarcéré à Rikers Island.

#### «La Fraternité»
Il s'agit un nouveau gang ultra-violent qui s'installe à New-York et tente d'éliminer ses rivaux des familles mafieuses durant la quatrième saison.

##### Dominic alias «Mini»
Il s'agit du chef de « la Fraternité » (« the Brotherhood » en version originale), qui possède de véritables capacités stratégiques qui lui ont permis de faire de son gang une organisation majeure du crime organisé. Il a ainsi recruté des taupes dans la police et les agences fédérales, et se fait passer pour l'un de ses propres gros bras lorsqu'il se déplace en personne. Il est notamment sous-estimé par Shaw, Reese et Finch qui ne voient dans un premier temps qu'un simple porte-flingue de « la Fraternité ». Il cherche à obtenir un réseau de téléphone invisible, et pour cela, force la main à un ancien militaire égyptien, mais Reese l'en empêche. Ensuite, il cherche à importer des fusils de précisions de gros calibres via un homme de paille : l'Armurier. Néanmoins, cette tentative se solde elle aussi par un échec orchestré par Reese et les autres, avec le soutien d'Elias.
Il récupère ensuite toutes les informations détenues sur l'organisation d'Elias grâce à une taupe parmi l'académie de police avant de lancer une importante surveillance sur les hommes de ce dernier, puis il procède à une attaque sur la planque d'Elias et le poursuit jusqu'à un leurre. Elias lui échappe mais il capture son second Anthony. Elias finit par se rendre et donne la combinaison du coffre où se trouve la majeure partie des hommes de Dominic et Anthony. L'ouverture de ce coffre déclenche en réalité une bombe, entraînant la mort de quasiment tous ceux qui se trouvaient dans cette pièce. Reese vient ensuite sauver Elias des griffes de Dominic, qui les capture tous les deux, ainsi que Fusco. Grâce à l'aide d'Harper Rose, Fusco parvient à s'enfuir et à ramener une équipe du SWAT pour l'arrêter. Dominic est finalement tué par un sniper à la solde de « Samaritain » lors de son transfert à la prison car il était considéré comme étant une menace pour l'intelligence artificielle.

##### Link Cordell
Il est l'homme de main de Dominic au sein de « la Fraternité ».

##### Floyd
Elle est membre de « la Fraternité » et se fait arrêter par Fusco à la fin de la saison 4.

#### Le «HR»
Le « HR » est un groupe de policiers corrompus qui commettent des crimes dans New York. Le lieutenant Fusco est infiltré dans cette organisation par Reese et Finch. Alonzo Quinn, adjoint du maire, en est le chef.

##### Alonzo Quinn
C'est le chef de l'équipe du maire de New York et le chef du « HR ». Il n'hésite pas pour autant à se salir les mains si nécessaire: il a personnellement exécuté un lieutenant de police (Szymanski) et un procureur pour pouvoir faire des affaires avec la maffia russe, et ordonne l'assassinat de son propre filleul, lui aussi lieutenant de police. Il est arrêté par Carter et emmené au FBI, où il est inculpé. Voulant des infos sur Simmons, Reese le retrouve dans une maison sécurisée des Marshals et lui dit qu'il va le tuer. Il lui donne la position de Simmons et John s'apprête à tirer. Cependant, Finch arrive à ce moment et lui rappelle que tuer cet homme ne servirait à rien, et que de surcroît que Carter voulait par-dessus tout l'arrêter légalement. John décide quand même de tirer, mais son chargeur est vide.

##### Patrick Simmons, Arthur Lynch, et Womack
Des officiers et capitaines de police corrompus à la solde du « HR », n’hésitant pas à tuer pour cacher leur véritable identité.
Lynch a été tué par Fusco pour protéger Reese dans le vingtième épisode de la première saison. Simmons tue Carter dans le neuvième épisode de la troisième saison, il est par la suite arrêté par Fusco et tué par Scarface sur l'ordre d'Elias.

##### James Stills
C'est un membre de la brigade des stups. Lui et son équipe tuent les dealers et prennent leur argent ainsi que leur drogue. Alors qu'il doit tuer un procureur, John l'en empêche et le tue. Fusco enterre son corps à Oyster Bay.

##### Raymond Terney
Il aide Alonzo Quinn à camoufler le meurtre de Szymanski en tirant sur Alonzo. Il piège Carter et la menace afin qu'elle arrête d'enquêter sur le meurtre de Beecher. Il organise le transfert d'Elias afin de l'amener à Peter Yogorov dans la forêt. Au moment de tuer Elias, Carter tire sur ce dernier et met hors d'état de nuire Terney. Carter le tue dans l'épisode 7 de la saison 3. Juste avant de mourir, il lui révèle le nom du chef du « HR » : Alonzo Quinn.

### LeNYPD

#### Mike Laskey
Le nouveau partenaire de Carter quand cette dernière est rétrogradée en tant qu'officier. Jeune, il parait insouciant, cependant on apprend qu'il travaille pour le « HR » et Terney afin de leur donner des informations sur Carter. Cette dernière l'apprend et l'oblige à travailler pour elle. Il est finalement tué par Terney dans l'épisode 7 de la saison 3.

#### Bill Szymanski et Kane
Ces lieutenants de la brigade anticriminalité du NYPD, travaillent de temps en temps avec Carter. Szymanski a été tué par Quinn, le chef du « HR ».

#### Cal Beecher
Calvin « Cal » Beecher est un lieutenant des stups qui a eu une relation avec Carter. Son parrain est Alonzo Quinn, le chef du « HR », mais il n'est pas au courant des activités de ce dernier. Il est tué par Quinn et ses hommes quand il est trop proche de découvrir le chef du « HR ».

### Le FBI

#### Nicholas Donnelly
C'est un agent spécial du FBI qui veut arrêter Reese, surnommé « l'homme au costume ». Il demande à Carter de l'aider à l'arrêter mais cette dernière travaille depuis un moment avec Reese et sabote régulièrement l'enquête de Donnelly. Quand il découvre que Reese est « l'homme au costume » et que Carter l'aide, il décide de les arrêter tous les deux. Quand il décide de les emmener au commissariat, il est tué par Stanton.

#### Brian Moss
C'est un autre agent du FBI qui est envoyé pour classer l'affaire Donnelly et essayer d'arrêter « l'homme au costume ». Il conclut que Mark Snow était « l'homme au costume », qu'il travaillait avec Kara Stanton et qu'ils auraient abattu Donnelly lorsqu'il fût trop près de les arrêter avant de s’entre-tuer. Il travaille avec Carter et essaye de lui faire rejoindre le FBI.

### La CIA

#### Mark Snow
C'est l'ancien équipier de Reese à la CIA qui essaie de le retrouver et de l'arrêter. Pris en otage par Stanton (elle l'a équipé d'une bombe, elle a d'ailleurs fait de même à Reese), Snow se venge en se faisant exploser dans la voiture de Stanton pendant qu'elle-même s'y trouvait.

#### Tyrell Evans
C'est un agent de la CIA qui travaille avec Snow. Il s'agit du sniper qui a tiré sur Reese lors de la saison 1. Il a été tué par Stanton.

#### Kara Stanton
C'est l'ancienne équipière de Reese à la CIA, qui est présumée morte lors d'une mission. Elle réapparaît dans l'épisode 20 de la première saison. Elle se fait tuer dans l'épisode 13 de la deuxième saison, dans sa voiture, lors de l'explosion de la charge qu'elle avait placée sur l'agent Snow. Avant de mourir, elle a pu introduire un virus dans les serveurs du gouvernement. Elle est en relation avec Greer et Decima.

### Le gouvernement

#### Le conseiller spécial
C'est un homme qui semble être celui qui dirige les activités liées à la Machine. Il a été tué par Hersh, sur ordre d'une mystérieuse Madame (surnom de Contrôle).

#### Contrôle
Surnommée Madame par ses subordonnés, elle est à la tête de l'ISA et est au courant sur tout ce qui concerne la Machine. Elle cherche par tous les moyens à récupérer l'issue de secours qu'utilise Finch. Elle est tuée par Decima sur ordre de « Samaritain », après qu'elle a tenté d'empêcher un attentat terroriste contre la Cour Suprême, qui était en réalité un test de loyauté envers « Samaritain ».

#### Alicia Corwin
C'est une femme qui assure la liaison entre Ingram et le gouvernement pendant le développement de la Machine. Jugée responsable de la mort de Nathan par Harold, ce dernier essaye de la tuer, quelques semaines après la mort de son ami, en mettant une bombe dans sa voiture, mais se ravise au dernier moment, se rendant compte qu'elle n'était pas au courant de l'attentat. Elle a été tuée par Root à la fin de la première saison.

#### Denton Weeks
C'est l'homme qui était chargé de surveiller l'avancement de la construction de la Machine. Il a été tué par Root au début de la deuxième saison.

#### Robert Hersh
C'est l'homme de main du conseiller spécial, membre de l'ISA. Il est responsable de la mort d'Ingram et du conseiller spécial. Pendant la troisième saison, alors qu'il essayait de tuer Root, il est blessé par cette dernière. Alors qu'elle aurait pu le tuer, elle décide de l'épargner sur ordre de la Machine. Harold arrive alors à ce moment. Il échappe à la vigilance de ce dernier et continue de traquer Root. Il est tué par la bombe mise en place par Decima dans le dernier épisode de la saison 3.

#### Ross Garrison
Ross H. Garrison est un sénateur américain affilié au programme "Aurore Boréale" du gouvernement.

### Decima Technologies
Decima Technologie est une firme privée spécialisée dans la technologie, l’électronique et l'informatique basée à Shanghai. Finch l'identifie comme la source du développement du virus qui infecte la Machine. John Greer en est son dirigeant.
Decima est liée à un groupe sous couverture pour la Chine et dont la base se situe à Shanghai. Ceux-ci volent des données au gouvernement américain.
Elle a notamment lancé la seconde machine « Samaritain » et a construit partout dans le monde les serveurs de cette dernière. C'est elle qui a organisé le soi-disant attentat-suicide de Peter Collier pour accélérer le lancement de « Samaritain » et ainsi causé la mort d'une trentaine de personnes innocentes (derniers épisodes de la saison 3). C'est elle aussi qui a créé le groupe « Vigilance » et c'est John Greer qui a manipulé Peter Collier, le chef de « Vigilance ».

#### John Greer
John Greer est le dirigeant de Decima Technologies. C'est un homme mystérieux qui donne des ordres à Stanton. Vers la fin de la troisième saison, il tente de lancer « Samaritain », un programme semblable à la Machine mais créé par Arthur Claypool. Root le poursuit et tente de le tuer avant qu'il ne lance « Samaritain », ce qui en ferait l'un des hommes les plus puissants du monde. On apprend dans la saison 4, à travers un flashback, qu'il fut un ancien agent du MI6 pendant la Guerre froide, mais qu'il la quitte après avoir découvert que son supérieur était une taupe du KGB qui l'avait envoyé en mission afin d'éliminer un autre agent du KGB qu'il avait recruté pour le MI6. Cette opération, qui se solda par la mort du coéquipier et ami de Greer, l'a amené à croire en une unité mondiale de l'humanité, d'où sa "vénération" pour les intelligences artificielles, impartiales. Apprenant que Finch a téléchargé un virus pour détruire « Samaritain » de façon permanente, Greer piège ce dernier dans une pièce fermée et autorise « Samaritain » à vider la pièce de tout l'oxygène. Greer décida de se sacrifier pour la cause de « Samaritain », croyant au succès de l'intelligence artificielle. Mais il ignora qu'à la fin, Finch s'en est sorti sain et sauf.

### Vigilance

#### Peter Collier
Peter Brandt alias Peter Collier est le chef de « Vigilance », un groupe antisystème luttant contre les actes liberticides du gouvernement sur les citoyens américains (notamment la surveillance et la restriction de la vie privée). Pour illustrer ses actes, il prend comme référence les héros de la guerre d'indépendance américaine. Il a été tué par Lambert, l'homme de main de Greer sur ordre de ce dernier après avoir découvert que « Vigilance » a été en réalité créé par Decima pour permettre à « Samaritain » de commencer son ascension.